# 로이즈 레지스터
로이즈 레지스터 그룹(Lloyd's Register Group Limited, 약칭 LR)은 과학과 엔지니어링 분야의 연구 및 교육에 전념하는 영국 자선 단체인 로이즈 레지스터 재단이 전액 소유한 기술과 전문 서비스 조직이자 해양 선급 협회이다. 조직의 역사는 1760년에 시작되었다. 명시된 목표는 고객(검증, 인증 및 승인 포함)이 복잡한 프로젝트, 공급망 및 중요 인프라의 안전과 성능을 향상하도록 지원함으로써 생명, 재산 및 환경의 안전을 향상시키는 것이다.
2012년 7월, 조직은 산업과 공제조합에서 로이즈 레지스터 재단을 단독 주주로 하여 로이즈 레지스터 그룹 유한회사(Lloyd's Register Group Limited)로 전환하였다.
동시에 조직은 자선 목적을 지원하기 위해 상당한 채권과 주식 포트폴리오를 재단에 제공했다. 그룹의 운영 부문인 로이즈 레지스터 그룹 유한회사의 지속적인 자금 지원을 통해 이익을 얻을 예정이다.
2020년에 로이즈 레지스터는 에너지 사업을 매각했고, 2021년에는 사업 보증 및 검사 서비스 사업부를 매각했다. 로이즈 레지스터는 런던로이즈와 관련이 없지만, 로이즈 커피 하우스(Lloyd's Coffee House)에서 역사적으로 만난 동일한 전문 및 사교계에서 생겨났으며, 두 조직의 이름이 그 이름을 따왔다.